# Melozone
Melozone is een geslacht van vogels uit de familie van de Amerikaanse gorzen. De wetenschappelijke naam van het geslacht werd in 1850 gepubliceerd door Heinrich Gottlieb Ludwig Reichenbach. Het geslacht telt 8 soorten.

## Soorten
- Melozone aberti – Zwartkintowie
- Melozone albicollis – Witkeeltowie
- Melozone biarcuata – Witwanggrondgors
- Melozone cabanisi – Cabanis' grondgors
- Melozone crissalis – Californische towie
- Melozone fusca – Bruine towie
- Melozone kieneri – Roestnekgors
- Melozone leucotis – Witoorgrondgors